# Volcom Entertainment
Volcom Entertainment è la casa discografica posseduta da Volcom Inc. con sede a Costa Mesa in California. Fondata nel 1995, tuttora comprende i seguenti gruppi:
- Guttermouth
- Birds of Avalon
- Totimoshi
- Sounder
- Valient Thorr
- Year Long Disaster
- Riverboat Gamblers
- ASG
- Die Hunns
- Pepper
- Single Frame
- Consumers
- Vaux
- The Goons of Doom